# Syagrus petraea
Syagrus petraea là loài thực vật có hoa thuộc họ Arecaceae. Loài này được (Mart.) Becc. miêu tả khoa học đầu tiên năm 1916.